# 花環

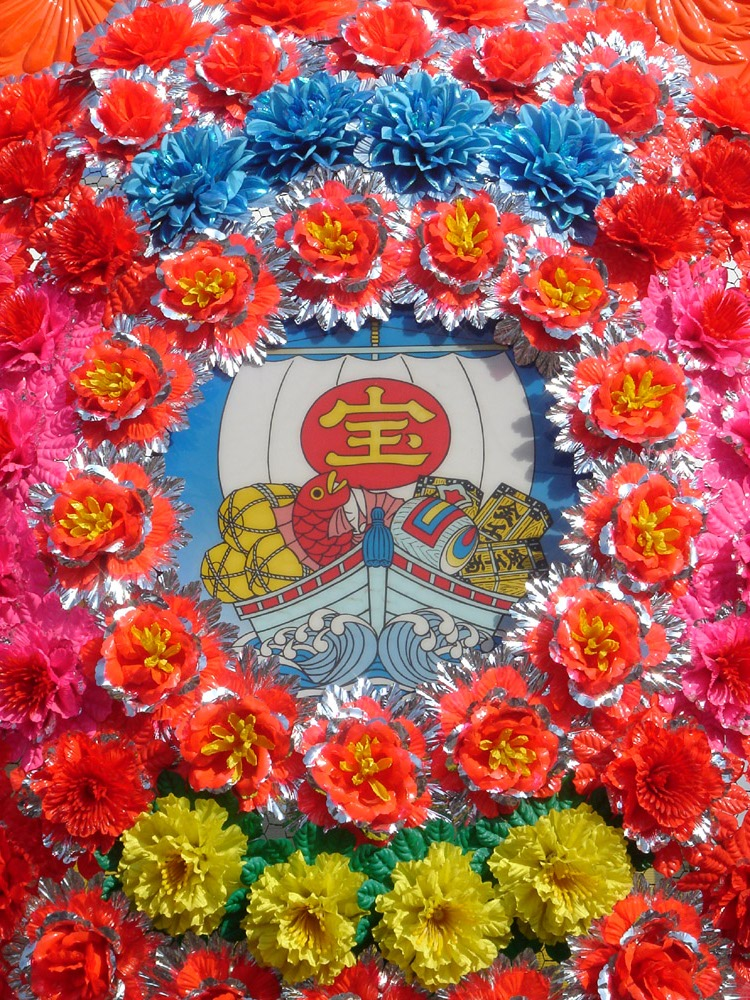
パチンコ屋の花環

花環（はなわ）とは、生花または造花で作られたリング状のものをいう。花輪とも書く。

## 概要
広い意味では、生花や造花で作られたリング状の冠や首飾り（レイ）なども花環であるが、現在では開店祝いなどの慶事や葬儀などの弔事の際に使用される大型の花飾りのことをさすことが多い。

### 慶事用
慶事用の花環は、赤など明るい色調のものが使用され、花環の下に贈り主の氏名・会社名などが記載される。開店祝い、落成祝い、出演祝いなどに用いられる。立て付けて用いる室外用・室内用の大型のもののほか卓上花環などもある。近年はより効果的な宣伝効果を狙い、造花の代わりにLEDで装飾した電飾風花環も利用されている。

### 弔事用
弔事に使用される花環（葬儀花環）は、白と黒を基調としたものが使用され、慶事用と同じく花輪の下に贈り主の氏名が記載される。なお、弔事用の花輪については、地方部ではまだ使用されることが多いが、都市部（特に斎場）では大型の花輪については使用できないことがあり、式場内の祭壇に飾る小型の生花台（盛り花）に限られることもある。

### 外交
要人が戦没者の慰霊碑や墓地を公式訪問するさいは通例、生花の花環を奉呈する。
その花環には、国旗に表象された色（日本国の場合は赤と白）の縫い合わせリボンを用い、供進者の名をリボンに記すのが慣例である。（『国際儀礼に関する12章』外務省情報文化局編集　世界の動き社　1981年　193ページ）

#### 切手
- 1982年（昭和57年）8月23日発売　60円普通切手弔事用
- 1983年（昭和58年）11月22日発売　40円普通切手弔事用
- 1989年（平成元年）8月10日発売　41円普通切手弔事用
- 1994年（平成6年）3月10日発売　50円普通切手弔事用
  - すべて同一意匠で額面および刷色違い